# Ciprian Demeter
Ciprian Demeter (c. 1976) é um matemático romeno, que trabalha com análise matemática. É professor da Universidade de Indiana Bloomington.
Demeter estudou a partir de 1994 na Universidade Babeș-Bolyai, onde obteve o diploma em 1999 e foi até 2002 assistente. Obteve um doutorado em 2004 na Universidade de Illinois em Urbana-Champaign, orientado por Joseph Max Rosenblatt, com a tese Qualitative and quantitative analysis of weighted ergodic theorems. Foi depois Hedrick Assistant Professor na Universidade da Califórnia em Los Angeles, esteve em 2007-2008 no Instituto de Estudos Avançados de Princeton, sendo a partir de 2007 professor assistente e a partir de 2011 professor associado da Universidade de Indiana Bloomington.
Em 2015 provou com Jean Bourgain e Larry Guth a suposição principal do teorema do valor médio de Ivan Vinogradov.
Foi Lista de palestrantes do Congresso Internacional de Matemáticos no Rio de Janeiro (2018: Decouplings and applications).

## Obras
- com Christoph Thiele: On the two dimensional bilinear Hilbert transform, Am. J. Math., Volume 132, 2010, p. 201–256
- com Michael T. Lacey, Terence Tao, Christoph Thiele: Breaking the duality in the return times theorem, Duke Math. J., Volume 143, 2008, p. 281–355
- com Zaharescu, Proof of the HRT conjecture for (2,2) configurations, Arxiv 2010 (publicado em J. Math. Analysis and Applications)
- com Jean Bourgain, Larry Guth: Bourgain, Demeter, Guth: Proof of the main conjecture in Vinogradov's mean value theorem for degrees higher than three, Arxiv 2015, Annals of Mathematics, Volume 184, 2016, p. 633–682
- com Jean Bourgain: The proof of the {\displaystyle l^{2}} Decoupling Conjecture, Arxiv 2014